# Patrick Frydkjær
Patrick Frydkjær, né le 19 mars 2005, est un coureur cycliste danois. Il est membre de l'équipe Lidl-Trek Future Racing.

## Biographie
Ancien footballeur, Patrick Frydkjær commence sa carrière cycliste en 2014 au Næstved Bicycle Club. Il évolue sous les couleurs de cette structure durant huit saisons, avant de rejoindre une équipe basée à Roskilde. En 2022, il devient champion du Danemark de poursuite par équipes, à seulement seize ans.
En 2023, il est régulièrement sélectionné en équipe nationale. Il mène alors de front les compétitions avec un travail à temps plein dans le bâtiment,. Actif au niveau international, il brille sur le Saarland Trofeo en gagnant une étape et en terminant deuxième du classement général. Il remporte également une étape et la victoire finale sur la Ster van Zuid-Limburg. La même année, il se classe quatrième du championnat d'Europe sur route juniors, cinquième du championnat du Danemark, septième de l'E3 Saxo Classic Juniors ou encore dixième des Trois Jours d'Axel et du Grand Prix Rüebliland.
Grâce à ses bons résultats, il intègre la réserve de la formation World Tour Lidl-Trek en 2024, par l'intermédiaire de son agent Michael Skelde. Ce transfert doit normalement lui permettre de se consacrer pleinement au vélo. Il se décrit comme un puncheur, avec comme course de référence Liège-Bastogne-Liège. Au mois de janvier, il effectue sa reprise sur des épreuves espagnoles, au milieu des professionnels. Quelques mois plus tard, il se classe neuvième d'une étape du Circuit des Ardennes.

## Palmarès sur route
- 2022
  - 2e étape du Tour de Himmelfart Juniors
- 2023
  - Ster van Zuid-Limburg :
    - Classement général
    - 1re étape (contre-la-montre)

  - 1re étape du Saarland Trofeo
  - 2e de l'EPZ Omloop van Borsele
  - 2e du Saarland Trofeo
  - 4e du championnat d'Europe sur route juniors
- 2025
  - 1re étape du Circuit des Ardennes international
  - 2e de Gand-Wevelgem espoirs
  - 3e du Circuit des Ardennes international

## Palmarès sur piste

### Championnats nationaux
- 2022
  -  Champion du Danemark de poursuite par équipes (avec Theodor Storm, Tobias Svarre, Noah Wulff et Nicolai Wandahl)